# Дедал (проект)

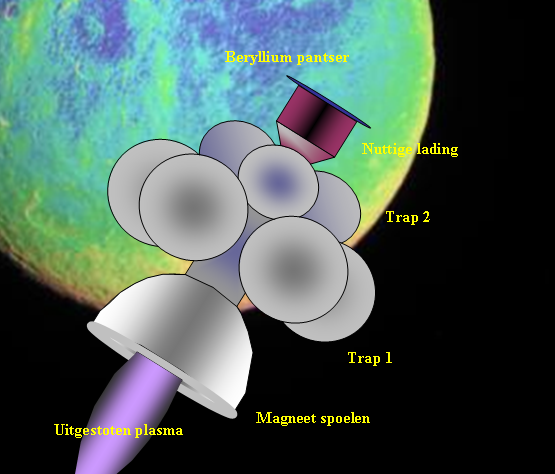
Дедал

Дедал (проект) — один из первых детальных гипотетических технических проектов по созданию возможного непилотируемого межзвёздного космического аппарата. Проводился с 1973 по 1977 год группой из одиннадцати учёных и инженеров Британского межпланетного общества. Проект предусматривал строительство на орбите Юпитера мощного двухступенчатого беспилотного корабля с термоядерными двигателями. По расчётам, «Дедал» должен был за 50 лет долететь до звезды Барнарда (одна из ближайших звёзд), не тормозясь пройти мимо неё по пролётной траектории, собрать сведения о звезде и планетах и затем по радиоканалу передать результаты исследований на Землю. Реальной заслугой проекта «Дедал» стало то, что он нанёс серьёзный удар по стереотипным представлениям о звездолётах как о чём-то необозримо далёком и сверхфантастическом.

## Описание аппарата
- Сухая масса — 3500 т
- Масса топлива — 50000 т
- Длина — 200 м
- Диаметр — 190 м
- Масса полезной нагрузки — 450 т
- Двигатели — ИТЯРД (импульсный термоядерный ракетный двигатель)

## Цель миссии
Условием исследования был принят принцип использования для проектирования техники и технологий либо существующих, либо «предвидимых». Под предвидимыми технологиями понимались технические решения, в возможности практической реализации которых никто не сомневается. В частности, не рассматривалась популярная концепция МП (межзвёздных полётов) с использованием аннигиляционного (фотонного) двигателя, так как несмотря на то, что возможность его создания доказана, никто не знает, как эту возможность реализовать или хотя бы с чего начинать практическую работу. Этот основной принцип проекта отражён и в его названии. В соответствии с греческим мифом Дедал, изобретя крылья, советовал своему сыну Икару лететь не слишком высоко и не слишком низко. Но Икар полетел к Солнцу и погиб, Дедалу же удалось перелететь море.
Для проекта «Дедал» доктор наук Дональд Мартин рассматривал несколько вариантов двигательной установки. Так электроракетный двигатель с ядерным реактором и двигатель на управляемом термоядерном синтезе были отвергнуты из-за малой тяги, большой массы необходимого для преобразования ядерной энергии в электрическую оборудования и как следствие небольшого ускорения, которому потребовались бы столетия для достижения нужной скорости. Необходимую для достаточного ускорения мощность имела термическая ядерная ракета типа NERVA, однако она требовала для своей работы огромного количества топлива. Фотонный двигатель должен генерировать 3·109 ватт на 1 килограмм транспортного средства и требует гигантское зеркало с идеальной отражательной способностью (с коэффициентом поглощения менее 10−6), что на то время было технически невозможно. Также была отвергнута идея прямоточного двигателя Бассарда из-за малой плотности вещества в межзвёздной среде (1 атом/см3), большого диаметра воронки и большой мощности требуемого для неё электрического поля. Таким образом единственным подходящим типом двигателя был признан ядерный импульсный двигатель.
Целью полёта зонда «Дедал» была выбрана звезда Барнарда, находящаяся на расстоянии от Солнца в 5,91 световых лет. Звезда Барнарда не самая близкая к Солнцу звезда, и было бы логично для демонстрации возможности звездолёта выбрать другие. Ближайшие звёзды — Проксима Центавра, входящая в звёздную систему Альфы Центавра, а также сама двойная звезда Альфа Центавра, находящиеся на расстояниях около 4,3 световых года от нас. Однако в то время считалось, что у звезды Барнарда есть планеты, и это придавало дополнительный интерес к исследовательской миссии. В дальнейшем гипотеза американского астронома Питера ван де Кампа о существовании планетной системы из трёх планет у звезды Барнарда подтверждения не получила, но в 2018 году было объявлено об обнаружении на расстоянии 0,404 а. е. от звезды кандидата в планеты с массой не менее 3,2 масс Земли (Звезда Барнарда b).
Таким образом были определены объект исследования автоматического межзвёздного зонда «Дедал» и дистанция полёта — 5,91 световых лет (373 тысячи а. е., или 56 трлн км). Время полёта было определено в 40 лет. Такое значение было выбрано как время, при котором участники начала работ по созданию космического корабля могли бы дожить до получения результатов своих работ. В ходе работ над проектом это время было увеличено до 50 лет.
В ходе работы над проектом учёные столкнулись с большим количеством проблем как чисто технического плана, так и связанных с недостаточными познаниями об устройстве Солнечной системы, особенно дальних её рубежей. Космическому аппарату предстояло бы преодолеть пояс Койпера и облако Оорта, сегодня изученные недостаточно.